# Mucholovkovití
Mucholovkovití (Conopophagidae) představují čeleď křikavých pěvců (Passeriformes) původem ze Střední a Jižní Ameriky, blízce příbuznou s čeleděmi Melanopareiidae a Thamnophilidae.

## Popis
Mucholovkovití jsou malí až středně velcí pěvci s baculatým tělem, relativně velkou hlavou a krátkým, tlustým krkem. Mají krátká až středně dlouhá křídla, na konci zaoblená, a krátký ocas. Nohy a prsty jsou dlouhé. Zobák je krátký, na konci zašpičatělý. Opeření se pohybuje v hnědavých nebo šedých odstínech a nad okem se často objevuje barevný proužek.

## Chování a ekologie
Mucholovkovití žijí v podrostu nížinných a horských deštných pralesů, kde se živí především drobným hmyzem, typicky do velikosti 5 mm. Větší hmyz, drobné obratlovce nebo plody sbírají jen zřídka. Kořist vyhledávají především na kmenech stromů a nízko položených větvích, jen zřídka se pohybují více než 1 metr od země. Mucholovky pravděpodobně utvářejí monogamní svazky a na výchově mláďat se podílejí oba rodiče. Hnízdo si pár buduje z velkých listů, lišejníků, kořínků a větviček, opět blízko země. Snůška činí dvě vejce. Inkubační doba byla zdokumentována pouze v jednom případě, kdy činila 12 dní. Mláďata opouštějí hnízdo po asi 18 dnech, nicméně více než měsíc vyžadují potravu od rodičů.

## Systematika
Čeleď mucholovkovití (Conopophagidae) zahrnuje následují druhy:
- rod Conopophaga Vieillot, 1816 – mucholovka
  - Conopophaga ardesiaca d'Orbigny & Lafresnaye, 1837 – mucholovka hnědotemenná
  - Conopophaga aurita (J. F. Gmelin, 1789) – mucholovka kaštanovoprsá
  - Conopophaga castaneiceps P. L. Sclater, 1857 – mucholovka rezavotemenná
  - Conopophaga cearae Cory, 1916
  - Conopophaga lineata (Wied-Neuwied, 1831) – mucholovka rezavá
  - Conopophaga melanogaster Ménétries, 1835 – mucholovka černohlavá
  - Conopophaga melanops (Vieillot, 1818) – mucholovka černolící
  - Conopophaga peruviana Des Murs, 1856 – mucholovka západoamazonská
  - Conopophaga roberti Hellmayr, 1905 – mucholovka brazilská
  - Conopophaga snethlageae Berlepsch, 1912
- rod Pittasoma Cassin, 1860 – pitule
  - Pittasoma michleri Cassin, 1860 – pitule černohlavá
  - Pittasoma rufopileatum Hartert, 1901 – pitule rezavočapková

Pitule rodu Pittasoma byly původně pokládány za příbuzné rodů Grallaria, Grallaricula, Hylopezus a Myrmothera (které ve starších systémech spadaly do čeledi Formicariidae, nyní do samostatné čeledi Grallariidae). Současná podoba čeledi Conopophagidae pochází z roku 2005.